# Amsbergi Miklós holland herceg
Amsbergi Miklós holland herceg (Hitzacker, 1926. szeptember 6. – Amszterdam, 2002. október 6.), teljes neve hollandul: Claus George Willem Otto Frederik Geert, Prins der Nederlanden, Jonkheer van Amsberg, Hollandia hercege (Princeps Consors). Beatrix holland királynő férje, Vilmos Sándor holland király apja. Születési (német) neve: Claus von Amsberg.

## Élete
A németországi Hitzackerben született. 1928-tól 1933-ig, majd 1936 és 1938 között Tanganyikán élt. 1933-tól 1936-ig húgával egy Bad Doberan-i (Németország) iskolában tanult, 1936 és 1938 között egy tanganyikai német internátusban, mely kapcsolatban állt a Hitlerjugenddal. 1938-ban ismét visszaköltözött Németországba és négy évig Misdroy-ban (Międzyzdroje, ma Lengyelország) tanult, Wollin szigetén. Ez után tanulmányait ismét Bad Doberanban folytatta. Tagja volt a Jungvolknak (ami a Hitlerjugend 10-14 éves fiúk számára létrehozott szervezete volt), majd a Hitlejugendnak. 1942-ben a Reichsarbeitsdienst (RAD, Birodalmi Munkaszolgálat) keretében Königsbergbe osztották be.
A második világháborúban német katonaként Olaszországban szolgált. 1945. májusa és karácsonya között amerikai hadifogoly volt. A háború után "náci mentesítő bizottság" (Entnazifizierungskommission) elé kellett állnia, amely nem találta bűnösnek.
1952-ig jogtudományt tanult Hamburgban. 1957. április 1-től német diplomataként a Dominikai Köztársaságban és Elefántcsontparton dolgozott.
1964-ben ismerkedett meg Beatrix holland hercegnővel. Von Amsberg és a hercegnő 1965. június 28-án rádiós és televíziós adásban jelentették be eljegyzésüket, ami azonban nemtetszést váltott ki a hollandokból. Claus von Amsbergről előkerült egy fénykép, melyen a Hitlerjugend egyenruhájában pózolt, és a hollandok nagy része a nácizmussal társította Claus von Amsberget. A holland parlament ennek ellenére ősszel engedélyt adott a pár egybekelésére. Az esküvőt Amszterdamban, 1966. március 10-én tartották. A ceremóniával egy időben sokan tüntettek a vőlegény személye ellen. A közvélemény végül mégis elfogadta a herceget, elsősorban környezetbarát felfogása miatt. Claus von Ambserg holland állampolgárságot és holland hercegi címet kapott a házasság révén. A fiatal párnak a Drakensteyn-kastély adott otthont 1981-ig, ahol a menyasszony egyébként huszonegy éves kora óta élt.

## Fordítás
- Ez a szócikk részben vagy egészben  a   Claus von Amsberg című német Wikipédia-szócikk fordításán alapul.  Az eredeti cikk szerkesztőit annak laptörténete sorolja fel. Ez a jelzés csupán a megfogalmazás eredetét és a szerzői jogokat jelzi, nem szolgál a cikkben szereplő információk forrásmegjelöléseként.